# Matthias Stührwoldt

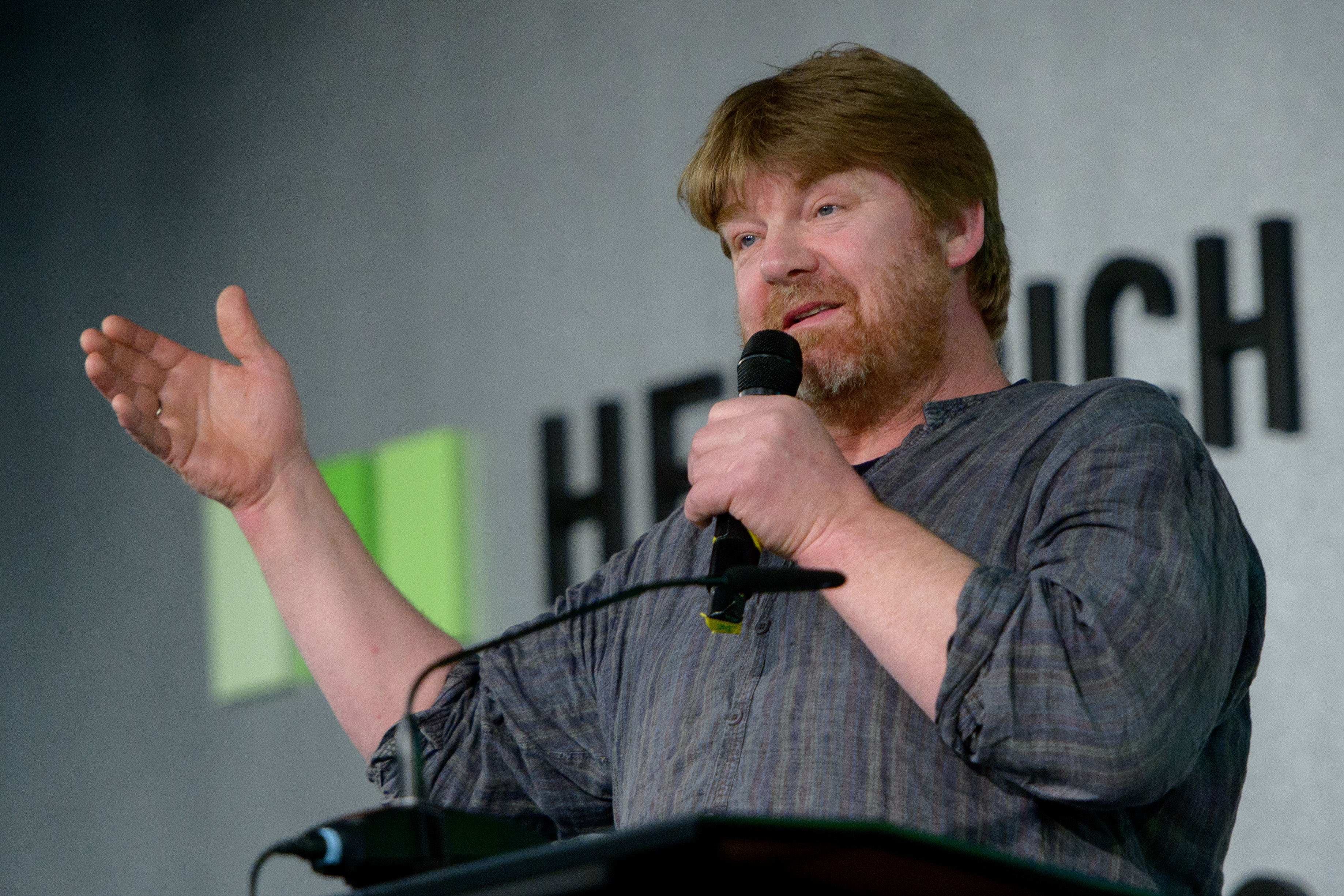
Matthias Stührwoldt, 2023

Matthias Stührwoldt (* 23. Januar 1968 in Neumünster) ist ein deutscher Bauer und Autor. Er lebt in Stolpe im Kreis Plön in Schleswig-Holstein und schreibt, vor allem in niederdeutscher Sprache, Geschichten und Gedichte über das Leben auf dem Land in Norddeutschland.

## Leben und Wirken
Matthias Stührwoldt wuchs auf dem elterlichen Hof auf. Bevor er den Hof 1998 übernahm, war er insgesamt sechs Jahre als Erzieher tätig. 2002 stellte er den Hof auf ökologische Landwirtschaft nach Bioland-Richtlinien um. Er bewirtschaftet rund 70 Hektar und hält etwa 60 Milchkühe. Stührwoldt ist seit 1991 verheiratet und hat fünf Kinder.
Seit 1993 schreibt Stührwoldt neben seiner landwirtschaftlichen Tätigkeit kurze Geschichten vom Landleben für die Zeitschrift Unabhängige Bauernstimme der Arbeitsgemeinschaft bäuerliche Landwirtschaft. Im Jahr 2003 verlegte er sein erstes Buch Verliebt Trecker fahren mit einer Auflage von 500 Exemplaren. Von 2011 bis 2013 schrieb er in der taz eine Kolumne mit dem Titel Grünland sowie Landgeschichten in der Tina Land und Leute. Seit 2010 ist er Autor und Sprecher für die niederdeutsche Sendereihe Hör mal ’n beten to im Radioprogramm des NDR. Seitdem publiziert er überwiegend auf Plattdeutsch. Bis 2012 sind sieben Bücher mit einer Gesamtauflage von 100.000 Exemplaren erschienen.
In unregelmäßigen Abständen ist Matthias Stührwoldt einer derjenigen norddeutschen Bauern, in deren Alltag die Dokumentationssendung Hofgeschichten des NDR Einblick gibt.
Matthias Stührwoldt ist Gemeinderatsmitglied (Bündnis 90/Die Grünen) in der Gemeindevertretung Stolpe und stellvertretender Bürgermeister.

## Werke

### Bücher

#### Eigene
- Verliebt Trecker fahren, Geschichten, AbL-Verlag, Hamm 2003, ISBN 978-3-930413-23-2
- Der Wollmützenmann, Geschichten und Gedichte, AbL-Verlag, Hamm 2005, ISBN 978-3-930413-27-0
- Schubkarrenrennen!, Frische Texte ab Hof, AbL-Verlag, Hamm 2007, ISBN 978-3-930413-32-4
- Aus dem Moor. 62 Stück Lyrik, AbL-Verlag, Hamm 2008, ISBN 978-3-930413-37-9
- Nützt ja nix, AbL-Verlag, Hamm 2010, ISBN 978-3-930413-39-3
- Schnack vernünfti mit mi, Taschenbuch, Quickborn-Verlag, Hamburg 2010, ISBN 978-3-87651-350-8
- Lever he as ik!, Quickborn-Verlag, Hamburg 2011, ISBN 978-3-87651-359-1
- Gassi gahn!, Quickborn-Verlag, Hamburg 2012, ISBN 978-3-87651-375-1 [mit CD]
- Dat blaue Band, Quickborn-Verlag, Hamburg 2013, ISBN 978-3-87651-382-9
- Bauernparty und andere Geschichten aus dem Birkenland, Abl Bauernblatt Verlag, Hamm 2013, ISBN 978-3-930413-56-0
- Mit Matthias Stührwoldt dörch dat Johr 2015 – Plattdeutsche Monatsgedichte, Quickborn-Verlag, Hamburg 2014, ISBN 978-3-87651-387-4
- Dat meiste geiht doch vörbi. Geschichten und Erzählungen, Quickborn-Verlag, Hamburg 2014, ISBN 978-3-87651-391-1
- Vun Vadder un mi, Hardcoverbuch, Quickborn-Verlag, Hamburg 2015, ISBN 978-3-87651-399-7
- Gassi gahn!, Quickborn-Verlag, 2015, ISBN 978-3-87651-375-1 [mit CD]
- Melkbuern Geschichten, Quickborn-Verlag, Hamburg 2018, ISBN 978-3-87651-434-5
- Allens in mien Kopp, Quickborn-Verlag, Hamburg 2018, ISBN 978-3-87651-451-2
- Wir Bauern sind anders, AbL-Verlag, Hamm 2018, ISBN 978-3-930413-64-5
- Knackwust!, Quickborn-Verlag, Hamburg 2019, ISBN 978-3-87651-466-6

#### Mitwirkung
- „Hör mal ’n beten to“ – Geschichten aus 60 Jahren. Hardcoverbuch, Quickborn-Verlag (Herausgegeben vom Norddeutschen Rundfunk), 2016, ISBN 978-3-87651-427-7
- Steerns an’n Heven. Wiehnachten in uns Tiet. Hrsg.: Gesche Scheller. Autoren: Ines Barber, Ilka Brüggemann, Yared Dibaba, Marianne Ehlers, Sandra Keck, Matthias Stührwoldt, Heike Thode-Scheel, Petra Wede und Detlef Wutschik, Quickborn-Verlag, Hamburg 2016, ISBN 978-3-87651-435-2.

### Tonträger
- Live im Lutterbeker, CD, AbL-Verlag, Hamm 2005
- Ein Bauer erzählt, CD, AbL-Verlag, Hamm 2008
- Was fürn schöner Scheiß, CD, AbL-Verlag, Hamm 2010, ISBN 978-3-930413-43-0
- Schnack vernünfti mit mi, CD, Live-Mitschnitt einer Lesung, Quickborn-Verlag 2011, ISBN 978-3-87651-361-4
- Lever he as ik!, CD, Live-Mitschnitt einer Lesung, Quickborn-Verlag 2012, ISBN 978-3-87651-363-8
- König Silo, CD, Hörbuch, Abl Bauernblatt Verlag 2012, ISBN 978-3-93041-351-5
- Dat blaue Band un anner Geschichten, CD, Live-Mitschnitt einer Lesung, Quickborn-Verlag 2014, ISBN 978-3-87651-420-8
- Best of „Op Platt“, CD, Live-Mitschnitt einer Lesung, Quickborn-Verlag, 2016, ISBN 978-3-87651-421-5
- Einmal Bauer – immer Bauer, AbL-Verlag, Hamm 2017, ISBN 978-3-930413-61-4